# Zdwojenie jelita cienkiego
Zdwojenie jelita cienkiego – rzadka wada rozwojowa jelita cienkiego.

## Epidemiologia
W badaniach pośmiertnych częstość występowania tej wady oszacowano na około 1/4500 osób.

## Patologia
Wada ta polega na obecności rurowatych tworów bądź torbieli, umiejscowionych wzdłuż jelita cienkiego. Wiążą się one ściśle przynajmniej z jednym odcinkiem przewodu pokarmowego. Charakteryzują się również wyścielającą je wyściółką nabłonkową przypominającą błonę śluzową, stanowiącą wewnętrzną warstwę ściany prawidłowego przewodu pokarmowego. Może je wyścielać ektopowa błona śluzowa żołądka. Co więcej, obejmują też warstwę mięśni gładkich.
W najczęstszym przypadku zmiany leżą wzdłuż jelita czczego i krętego. Umiejscowienie takie zdarza się w około 44% przypadków. Rzadziej wada ta obejmuje bliższą część jelita cienkiego, dwunastnicę – przypada nań 5% przypadków.

## Objawy
Wada ta nie musi dawać żadnych objawów, mogą się też one nie pojawiać przez wiele lat. Zdarza się, że zdwojenie jelita cienkiego zdiagnozowane zostaje przypadkowo, gdy chirurg otwiera jamę brzuszną w celu wykonania operacji z innego powodu. Objawy mogą też być obecne. Wykazują wtedy związek z położeniem i wielkością zdwojenia.
Jeśli zdwojenie wyścielone jest ektopową śluzówką żołądka, może to stać się przyczyną powstawania w niej owrzodzeń. Te z kolei mogą krwawić, a nawet ulegać perforacji. Inną konsekwencją zdwojenia może być wgłobienie czy też skręt jelit. W obrębie rzeczonej wady wrodzonej może nawet rozwinąć się nowotwór. Jednakże przypadki takie zdarzają się bardzo rzadko.

## Diagnostyka
Postawieniu rozpoznania zdwojenia jelita cienkiego służyć może wykonanie różnych badań diagnostycznych:
- rtg z kontrastem górnego odcinka przewodu pokarmowego
- ultrasonografia jamy brzusznej
- tomografia komputerowa
- scyntygrafia z użyciem metastabilnego izotopu technetu 99mTc

Dodatkową korzyścią z wykonania ostatniego z wymienionych badań jest możliwość wykrycia ektopowej błony śluzowej typowej dla żołądka.

## Terapia
Wada wrodzona podlega leczeniu chirurgicznemu: wycina się ją.